# Luis Brighenti
Luis Antonio Brighenti (* 3. Dezember 1906 in Buenos Aires; † 17. März 1984) war ein argentinischer Tangopianist, Komponist und Bandleader.

## Leben und Wirken
Brighenti arbeitete nach dem Besuch der Grundschule in der Droguería Americana, nebenher nahm er Klavierunterricht. Nach vier Jahren begann er seine Laufbahn als Musiker. Er arbeitete als Stummfilmpianist und trat in einem Orchester mit seinem Vater bei Karnevalsbällen auf. 1927 wurde er Pianist im Orchester Ricardo Brignolos. Später gehörte er den Orchestern Ángel Ramos’, Carlos Tirigals und Ernesto De la Cruz’ an. Vier Jahre spielte er im Orchester von Miguel Caló. 1933 gründete er ein eigenes Orchester, mit dem er bei Radio Mayo und anderen Rundfunksendern auftrat. Sänger des Orchesters war Virginio Gobbi, der Bruder Alfredo Gobbis. 1947 beendete er seine musikalische Laufbahn und ließ sich in Belgrano als Buchhändler nieder.

## Kompositionen
- Ensueños (Text von Enrique Cadícamo)
- Rosas blancas (Text von Mario César Gomila)
- Quimera del amor
- Milonga porteña (mit Miguel Caló)
- Hojas verdes
- Swing tango
- Jaula de oro
- Pesadilla (Text von Armando Targini)
- Campanita de oración
- Aquel fulgor
- Dejame
- Y estás en mí (Text von Enrique Cadícamo)